# Starodubskij rajon
Lo Starodubskij rajon (in russo Стародубский район?) è un rajon dell'Oblast' di Brjansk, nella Russia europea; il capoluogo è Starodub. Istituito nel 1929, ricopre una superficie di 1.750 chilometri quadrati e nel 2010 ospitava una popolazione di 22.100 abitanti.